# (73526) 2003 NU
(73526) 2003 NU – planetoida z pasa głównego asteroid okrążająca Słońce w ciągu 3,7 lat w średniej odległości 2,39 j.a. Odkryta 1 lipca 2003 roku.